# UTP18
UTP18‏ (UTP18, small subunit processome component) هوَ بروتين يُشَفر بواسطة جين UTP18 في الإنسان.